# Радин мост
Радиният мост (на македонска литературна норма: Радин мост) е каменен мост в град Кратово, Северна Македония. Мостът пресича Манцевата река, приток на Кратовската (Табачка) река.
Разположен е в края на града, в Чаир махала. Построен е в 1833 години върху две колони, които са високи 23 и 28 метра. Мостът е възпят в народна песен. Използва се за пешеходен и автомобилен трафик и днес е в добро състояние.